# Toets (schilderkunst)

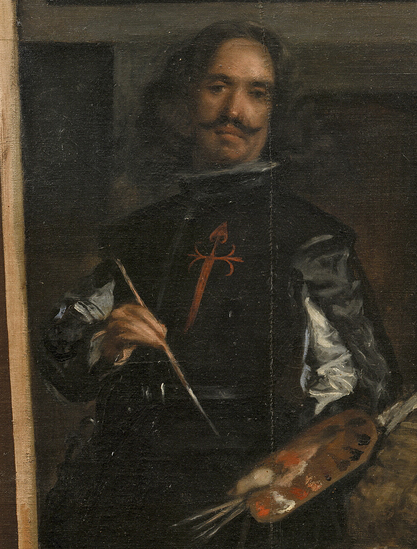
Schilderij met duidelijk zichtbare toets in het wit, op beide mouwen.

De toets is in de schilderkunst de wijze waarop de schilder de kwast of het penseel op het doek plaatst en de verf op het paneel of doek aanbrengt. De toets kan variëren van dik, of grof, tot (zeer) fijn en van langzaam tot snel.
Aan de toets is de schilder ook vaak herkenbaar, doordat sommige schilders een zeer specifieke toets hanteren verwordt deze tot een soort handtekening. Sommige schilders hanteren een vrij brede of dikke toets, (zoals Vincent van Gogh), zij brengen de verf in brede banen, of met dikke klodders verf, aan. Andere schilders hanteren juist een dunne toets. Zij schilderen meestal ook realistisch of met meer detail. Een voorbeeld van een schilder met een fijne toets is Willem Dolphyn. Bij de schilderstijlen hyperrealisme, ook wel fotorealisme, en Popart is de toets over het algemeen minder goed zichtbaar. 